# Marc Prensky
Marc Prensky (nascut el 15 de març de 1946 a Nova York, Estats Units) és un escriptor i conferenciant nord-americà sobre educació. És conegut com a inventor i popularitzador dels termes natiu digital i immigrant digital que va descriure en un article del 2001 anomenat "On the Horizon".

## Biografia
És llicenciat a l'Oberlin College (1966), Middlebury College (MA, 1967), Yale University (1968) i Harvard Business School (1980). Va començar la seva carrera com a professor a Harlem, Nova York. Ha ensenyat a l'escola primària (New Haven CT), secundària (Nova York, NY) i universitat (Wagner College, Staten Island, Nova York). Va treballar durant sis anys (1981-1987) com a estratega corporativa i desenvolupament de productes. director amb el Boston Consulting Group, i sis anys (1993-1999) per a Bankers Trust a Wall St., on va crear formació per a operadors financers basats en jocs i va iniciar una divisió interna, Corporate Gameware, que posteriorment es va convertir en games2train.
És autor de set llibres: Digital Game-based Learning (McGraw-Hill 2001), Don't Bother Me Mom - I'm Learning (Paragon House 2006), Teaching Natives Digital (Corwin Press 2010), From Digital Natives to Digital Wisdom: Essfulful Essays for 21st Century Learning (2012), Brain Gain: Technology and the Quest for Digital Wisdom (2012), The World Need a New Curriculum (The Global Future Education Foundation, 2014), Education to Better Your World: Unleashing el poder dels nens del segle XXI (Teachers College Press, 2016) i 100 assajos sobre aprenentatge i educació. També va dissenyar el primer joc de disparar en primera persona per a l'entrenament corporatiu (Straight Shooter, 1987) i una suite de vuit plantilles de jocs d'aprenentatge (For Corporate Gameware el 1996).
El seu objectiu és la reforma de l'educació del K-12. Els seus llibres aborden eines (Aprenentatge basat en jocs digitals), pedagogia (Ensenyament dels nadius digitals), currículum (El món necessita un nou currículum) i tot el sistema k-12 (Educació per millorar el seu món). És un ferm defensor per escoltar amb més atenció el que diuen els estudiants sobre la seva pròpia educació. En els seus discursos, ha dirigit aproximadament 100 grups d'estudiants a 40 països.

## Crítica
Bax (2011) ha escrit que les opinions de Prensky són simplistes, que la seva terminologia és oberta al canvi i que la seva afirmació que els educadors només han de alterar el seu enfocament per adaptar-se als joves que són "nadius digitals" ignora elements essencials de la naturalesa de l'aprenentatge i del la bona pedagogia. The Economist (2010) es va preguntar si la designació del ‘nadiu digital' té alguna utilitat del món real.
Prensky respon que: “La distinció entre nadius digitals i immigrants digitals és important perquè és més cultural que no pas basada en el coneixement de la tecnologia. Els “immigrants digitals” van créixer en una cultura no digital, de pre-Internet, abans que experimentessin la digital. Els "nadius digitals" només coneixen la cultura digital". També argumenta que els camps d'educació i pedagogia són massa complicats, i ignoren les necessitats reals dels nostres estudiants. "És el moment de reavaluar el que significa un ensenyament bo i eficaç en una era digital i com combinar allò important del passat amb les eines del futur", afirma. Sosté que "malgrat les recents afluències de tecnologia a les escoles, no es presta una atenció suficient a les implicacions de tots els canvis importants i importants en el nostre entorn i context educatiu".